# Lagunas de las Huaringas
Las lagunas de las Huaringas son un conjunto de lagunas peruanas de agua dulce ubicadas en la provincia de Huancabamba en el departamento de Piura. Está conformada por 14 lagunas y se encuentran ubicadas a 255 kilómetros de Piura y a una altitud de 3.900 m. Son reconocidas por sus propiedades medicinales.

## Localización y características
Se accede por carretera desde la ciudad de Huancabamba hasta Salalá en dos horas, y desde ahí en bestia o a pie en una hora. Se ubican al norte de Huancabamba a 3950 m s.n.m. Tienen diversos tamaños y formas, consideradas potentísimas desde el punto de vista mágico terapéutico. En ellas los curanderos hacen sus ritos para la práctica del curanderismo norteño. Las más famosas son la "Shimbe" y la "Negra" o laguna del Inca.